# Chip (czeski magazyn)
Chip – czeskie czasopismo poświęcone tematyce informatycznej. Jego pierwszy numer został wydany w styczniu 1991 r. i od tej pory wychodzi jako miesięcznik.
Jest najstarszym czeskim periodykiem zajmującym się techniką komputerową. W pierwszym i drugim kwartale roku 2020, w dobie pandemii koronawirusa, średni nakład sprzedaży magazynu wyniósł 15 924 egz., a średnie czytelnictwo – 97 tys., co umieściło periodyk na 1. miejscu w kategorii czasopism komputerowych.
Wydawcą czasopisma jest Burda International CZ s.r.o.